# حبيل الشمس (ردفان)

تعديل مصدري - تعديل

حبيل الشمس هي إحدى قرى عزلة الحبيلين بمديرية ردفان التابعة لمحافظة لحج، بلغ تعداد سكانها 29 نسمة حسب تعداد اليمن لعام 2004.